# Socket G1
Le socket G1, également connu sous le nom de rPGA 988A, est un socket de microprocesseur introduit par Intel en 2009 pour les variantes pour PC portables des processeurs Intel Core de première génération. C’est le successeur du Socket P, et l’homologue pour portables des LGA 1156 et LGA 1366.

## Historique
Les premiers processeurs pour la plate-forme Socket G1 sont sortis le 23 septembre 2009, sous la forme des i7-720QM, 820QM et 920XM. Ces processeurs utilisent le cœur Clarksfield, qui a conservé le même procédé de fabrication en 45 nm que l’architecture de bureau Nehalem. Le 4 janvier 2010, la gamme a été élargie avec des processeurs Core i3, i5 et i7 utilisant le cœur Arrandale en 32 nm et basés sur l’architecture Westmere. Le 28 mars 2010, les processeurs bas de gamme basés sur Arrandale ont été lancés sous le nom de Pentium P6x00 et Celeron P4x00. D’autres processeurs basés sur Clarksfield ont été lancés sous les noms de i7-740QM, 840QM et 940XM le 21 juin 2010. Tous les processeurs en Socket G1, à l’exception des processeurs quadricœurs i7, ont le cœur Intel HD Graphics Ironlake intégré sur le substrat du processeur.

## Processeurs pris en charge
Core i7 Quad-Core
i7-720QM, i7-740QM, i7-820QM, i7-840QM, i7-920XM, i7-940XM
Core i7 Dual-Core
i7-620M, i7-640M
Core i5 Dual-Core
i5-430M, i5-450M, i5-460M, i5-480M, i5-520M, i5-540M, i5-560M, i5-580M
Core i3 Dual-Core
i3-330M, i3-350M, i3-370M, i3-380M, i3-390M
Pentium (en)
P6000, P6100, P6200, P6300
Celeron
P4500, P4600

## Spécifications techniques
- Broches disposées selon une grille 36 × 35
- Grille de taille 18 × 15 supprimée au centre
- Utilisation d'un système de blocage actionné par une came
- Le r dans rPGA fait référence au « pas réduit » qui est de 1 mm × 1 mm sur cette conception de socket[5]
- Les systèmes à socket G1 peuvent fonctionner uniquement en mode mémoire à double canal, comparé au mode mémoire à triple canal du LGA 1366, du fait du nombre de broches plus faible.